# Zha jiang mian

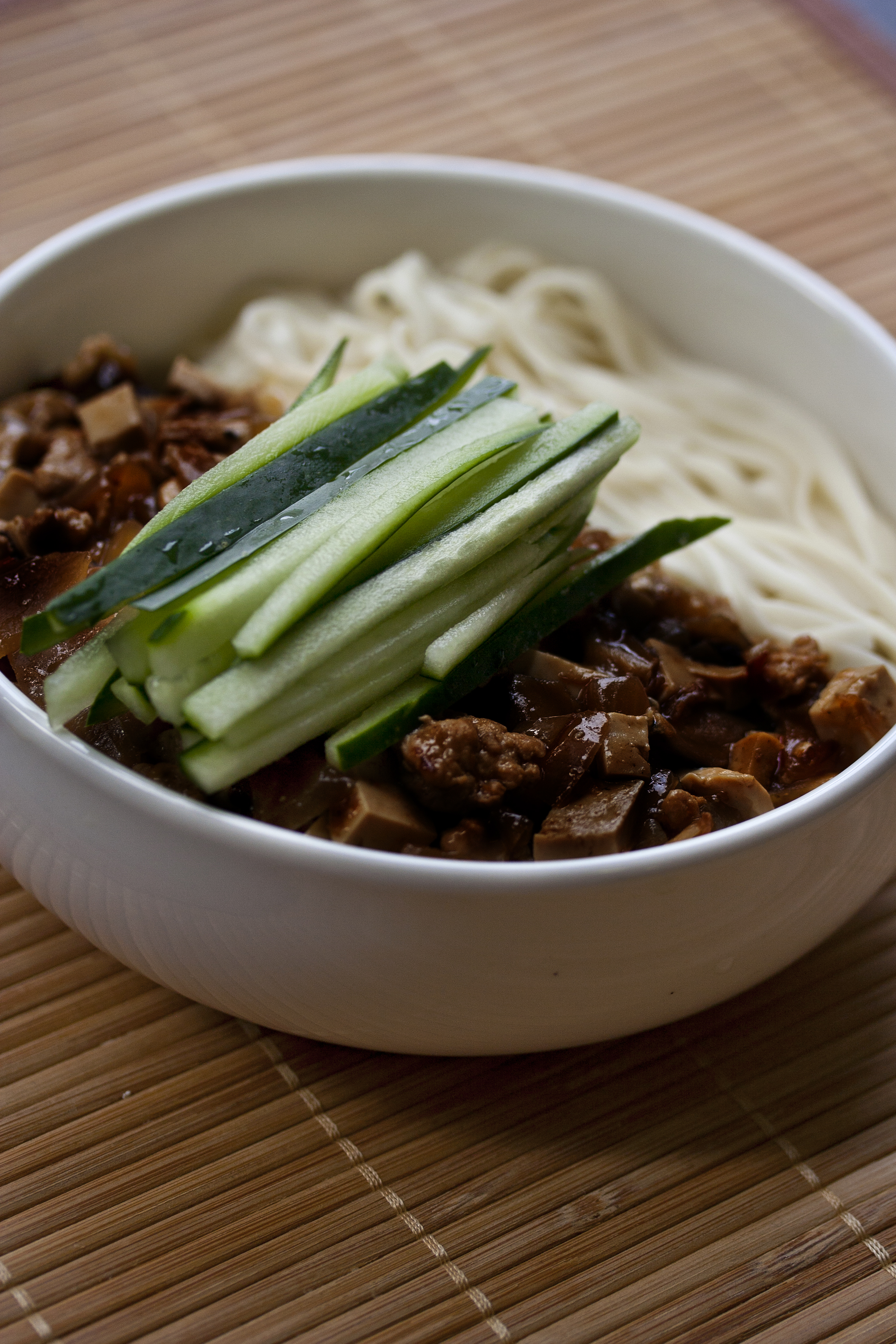
Zha jiang mian

Zha jiang mian (chinês simplificado: 炸酱面; chinês tradicional: 醡醬麵) ou "cha chang mein" é um prato de massa típico da culinária mandarim, por vezes chamado “bolonhesa chinesa”. É preparado com carne de porco moída, molho de soja, molho doce de feijão (tian mian jiang) e molho de hoisin, e é semelhante ao jajamen da culinária do Japão e ao jajangmyeon da culinária da Coreia. 
Prepara-se num wok, começando por saltear alho e juntar-lhe a carne de porco e deixar cozinhar um minuto; junta-se uma mistura de molho doce de feijão, molho de hoisin, cebolinho cortado e caldo-de-galinha e deixa-se cozinhar tapado, mas em lume brando. Entretanto, coze-se spaghetti chinês até ficar “al dente”; escorre-se e junta-se ao molho. Serve-se com pepino, cenoura e/ou cebolinho cortados finos.